# Darja Bavdaž Kuret
Darja Bavdaž Kuret, slovenska diplomatka in zagovornica pravic žensk, * 1956.

## Kariera
Diplomirala je iz politologije na Fakulteti za družbene vede Univerze v Ljubljani.

### V okviru slovenske diplomacije
Leta 1995 je bila imenovana za izredno in pooblaščeno veleposlanico Republike Slovenije v Državi Izrael (mandat je končala leta 1999). Leta 2002 je bila imenovana za izredno in pooblaščeno veleposlanico Republike Slovenije v Kraljevini Švedski. Hkrati je bila imenovana tudi za nerezidenčno izredno in pooblaščeno veleposlanico Republike Slovenije v Republiki Finski, Republiki Estoniji in Republiki Latviji (mandat končala leta 2006). Med leti 2009 in 2013 je bila izredna in pooblaščena veleposlanice Republike Slovenije na Madžarskem in hkrati nerezidenčno pokrivala Republiko Bolgarijo. Leta 2013 je bila imenovana za izredno in pooblaščeno veleposlanico Republike Slovenije v Republiki Indiji. Imenovana je bila tudi za nerezidenčno izredno in pooblaščeno veleposlanico v Demokratični socialistični republiki Šrilanki, Zvezni demokratični republiki Nepal in Ljudski republiki Bangladeš. Mandat je končala predčasno in prevzela funkcijo državne sekretarke. Po tem, ko je v letih 2015 in 2016 opravljala funkcijo državne sekretarke na Ministrstvu za zunanje zadeve, je bila leta 2017 imenovana za stalno predstavnico v rangu izredne in pooblaščene veleposlanice pri Združenih narodnih v New Yorku. V času njenega mandata je Slovenija izvedla uspešno diplomatsko akcijo in dosegla razglasitev Svetovnega dneva čebel.

### V okviru mednarodnih organizacij
Po izteku mandata jo je leta 2021 novoizvoljeni predsednik 76. zasedanja Generalne skupščine Združenih narodov Abdulla Shahid imenoval za posebno svetovalko, s čimer je po Danilu Türku, ki je opravljal funkcijo pomočnika Generalnega sekretarja, prevzela za Slovenijo eno najpomembnejših funkcij v okviru sistema Združenih narodov.

## Odlikovanja
- Križ srednje stopnje Madžarskega reda za zasluge (27. junija 2013)[1]
- Madarski jezdec prve stopnje (3. julija 2013)[2]